# Amélia Judith Ernesto
Amélia Judith Ernesto   (9 de novembre de 1965) és una professora i política angolesa. Afiliada a la Unió Nacional per a la Independència Total d'Angola (União Nacional para a Independência Total de Angola, UNITA), és diputada d'Angola per la circumscripció electoral nacional des del 28 de setembre de 2017.
Amélia va cursar un màster en psicologia laboral i de les organitzacions.